# Hussawee Pakrapongpisan
Hussawee Pakrapongpisan (tiếng Thái: หัสวีร์ ภัคพงษ์ไพศาล, phiên âm: Hát-sa-vi Pa-kha-pong-pai-san, sinh ngày 21 tháng 08 năm 1997) còn có nghệ danh là Kem (เข้ม), là một diễn viên người Thái Lan. Anh hiện là diễn viên độc quyền của Đài Channel 7 (CH7) .

## Tiểu sử
Kem theo học tại Đại học Dhurakijpundit khoa Quản trị kinh doanh.
Kem đã ký hợp đồng với Channel 7 của Thái Lan vào năm 2017. Việc bước chân vào Channel 7 đã mở ra cho chàng trai trẻ nhiều cơ hội để phát triển và đi xa hơn trong ngành giải trí. Dù gia nhập nhà đài chưa lâu nhưng anh đang dần khẳng định được năng lực của mình qua từng vai diễn.
Kem ra mắt với tư cách là một diễn viên trong bộ phim truyền hình năm 2018 Hi-So Sa Orn. Vai diễn "chào sân" của Kem Hussawee chưa thực sự gây ấn tượng với người xem cho đến khi anh tham gia bộ phim Jao Saming năm 2018. Tính đến thời điểm hiện tại, anh đã tham gia tổng cộng tám bộ phim truyền hình. Anh có cơ hội tham gia nhiều bộ phim truyền hình mỗi năm nhờ năng lực diễn xuất tiến bộ hơn sau mỗi vai diễn. Điển hình là vai diễn Parin trong So Wayree (2020) đã giúp cái tên Kem Hussawee phủ sóng khắp đất Thái. Cũng nhờ vai diễn này, Kem Hussawee nhanh chóng vươn lên dẫn đầu top những nam diễn viên trẻ đang lên của kênh. Năm 2021, cặp đôi "vạn người mê" Kem Hussawee và Mookda Narinrak sẽ tái hợp trong bộ phim truyền hình mới. Đây sẽ là lần thứ hai cặp đôi hợp tác.

## Các bộ phim đã từng tham gia

### Phim truyền hình
| Năm  | Phim                                             | Vai                           | Đóng với                    | Đài    |
| ---- | ------------------------------------------------ | ----------------------------- | --------------------------- | ------ |
| 2016 | Patihan The Series                               |                               |                             | PPTVHD |
| 2018 | Hi-So Sa Orn                                     | Aidin                         | Apa Bhavilai                | CH7    |
| 2018 | Jao Saming                                       | Ongtee / Tawan                | Anyarin Terathananpat       | CH7    |
| 2019 | Hua Jai Look Poochai Trái tim đấng nam nhi       | Nop                           | Tisanart Sornsuek           | CH7    |
| 2019 | Dtagrut Ton Dũng sĩ bò tót                       | Payumphu / Phu                | Paphada Klinsuman           | CH7    |
| 2020 | Tawan Arb Dao Ánh dương chìm đắm vì sao          | Siwakorn \| Siwath Ekchamnong | Varitthisa Limthammahisorn  | CH7    |
| 2020 | So Wayree Mắt xích hận thù                       | Prince "Parin" Techanont      | Mookda Narinrak             | CH7    |
| 2021 | Phao Khon Lằn ranh sinh tử                       | Amphon Kertnaitham            | Natthanicha Boonpong        | CH7    |
| 2022 | Keoi Ban Rai Sapai Hiso Rể nhà nông, dâu phố thị | Chaninthorn                   | Mookda Narinrak             | CH7    |
|      | Buang Wimala Mắt xích hận thù 2                  | Prince "Parin" Techanont      | Mookda Narinrak (khách mời) | CH7    |
|      | Chart Payuk Kom Nuk Leng                         |                               | Hana Lewis                  | CH7    |
|      | Lom Poot Parn Dao                                | Payu                          | Patcharapa Chaichua         | CH7    |

### Phim điện ảnh
| Năm  | Phim             | Vai    | Đóng với         |
| ---- | ---------------- | ------ | ---------------- |
| 2020 | Ruk Na Soop Soop | Hansus | Sasanee Wirachat |

### MV
- กระเป๋าสมปอง / Grabpao Sompong - Joy Raummit (2014)
- ฝันว่ามีแฟน / Fun Wah Mee Faen - Nut Malisa (2016)
- ภาวนา / Pahwanah (Pray) - Coconut Sunday (2017)
- คำถามจากคนเก่า / Kum Tahm Juk Kon Gao (Shouldn't Ask) - NONT TANONT (2020) (với Mookda Narinrak)
- รักคนผิด / Ruk Kon Pit - LABANOON (2021)